# 尚穆王
尚穆王（しょうぼくおう、1739年5月3日（乾隆4年3月26日） - 1794年5月7日（乾隆59年4月8日））は、琉球王国第二尚氏王統の第14代国王（在位1752年 - 1794年）。
寝廟御殿を創建。また、このころ琉球科律完成。統治した期間には長雨などの災害が相次いだことから、地方に農業指導なども行う下知役の派遣を増やしたほか、褒章条例を整備して灌漑施設の整備や村民の救済した者、王府への貢献をした者、孝行者や節度のある婦人、長寿者などに対し物品や役職を授けた。
1788年に世子の尚哲が死去している。

## 家族
- 父 - 尚敬王
- 母 - 聞得大君加那志
- 妃 - 佐敷按司加那志（童名・思真鶴金。号・淑徳。玉城御殿八世・高嶺王子朝意女）
- 夫人 - 真南風按司加那志（童名・真牛金。号・仁厚。向氏幸地殿内系祖・松川親方朝応女）
- 妻
  - 安谷屋阿護母志良礼（号・蘭室）
  - 宮里阿護母志良礼（号・瑞雲）
  - 与儀阿護母志良礼（号・清室）
- 子女
  - 長男 - 尚哲、中城王子
  - 次男 - 尚図、浦添王子朝央（母は妃。浦添御殿一世）
  - 三男 - 尚周、義村王子朝宜（母は仁厚。義村御殿一世）
  - 四男 - 尚容、宜野湾王子朝祥（母は仁厚。小禄御殿へ養子）
  - 五男 - 尚恪、美里王子朝規（母は蘭室。美里御殿一世）
  - 長女 - 聞得大君加那志（母は蘭室。童名は恩亀樽。向氏識名殿内十世識名親方朝睦に嫁ぐ）
  - 次女 - 小那覇翁主（母は瑞雲。平良殿内九世・森山親雲上昌本に嫁ぐ）
  - 三女 - 上間翁主（母は瑞雲。具志川御殿十二世・今帰仁按司朝英に嫁ぐ）